# 満州 (通報艦)
満州(まんしゅう、旧仮名:まんしう)は、日本海軍の通報艦。
艦名は現在の中国東北部の歴史的地名の満洲を由来とする。
当時の地名では漢字の「洲」を用いたが、艦名は「州」を使用した。

## 艦歴
1901年(明治34年)オーストリア帝国領トリエステのスタビリメント・テクニコ社サン・マルコ工場で建造された
高速客船で旧ロシア帝国汽船「マニジューリヤ」(ロシア語: Маньчжурия、「満洲」のロシア語形、
日本側呼称は英語Manchuriaの日本語読み「マンチュリア」)。
ロシア東清鉄道の所有で主に大連、青島、上海市間を就航していた。
1904年(明治37年)の日露戦争開戦当時、長崎で修理中だった。開戦時に長崎にいたロシア船舶は国際慣習により解放する予定だったが、放置されていたため滞在期限切れになると「葛城」に接収され、
船名は旧名をそのまま和訳した「満州丸」と命名、
運用は大阪商船に委託され佐世保と前線間の連絡船として用いられた。捕獲検定確定後には武装が施されて仮装巡洋艦となり、日本海海戦において哨戒や掃討を担当している。
1906年(明治39年)に通報艦として日本海軍籍に入り、「満州」と改めて命名される。
主に中国方面の警備や測量などに従事したが、客船時代の豪華な設備はそのままに残されており、観艦式の供奉艦や、来賓や軍幹部、各国駐在武官などを搭乗させる特別任務によく用いられた。
第一次世界大戦ではシンガポール方面への輸送任務の他に南洋諸島、青島方面の測量任務に就き、関東大震災の際は救助活動や相模湾の再測量を行っている。
1925年(大正14年)10月3日、マリアナ海溝で水深9814.6mの錘測に成功し、この付近の海底が世界で最も深いことを突きとめた 。
1932年(昭和7年)に除籍され、翌年に標的として撃沈処分された。

## 年表
- 1901年(明治34年)4月進水。ロシア客船「マニジューリヤ」。
- 1904年(明治37年)2月17日日露戦争開戦により「葛城」が長崎で捕獲[8]、4月7日「満州丸」と仮命名、部内限りで使用する[15]。
- 1905年(明治38年)2月14日、「満州丸」と命名[5]。
  - 3月15日連合艦隊附属特務艦隊に編入された[19]。
  - 6月14日連合艦隊第四艦隊に編入された[20]。
  - 12月10日連合艦隊の編成が解かれ[21]、改めて第一艦隊、第二艦隊を編成し「満州丸」は第二艦隊に編入された[22]。
- 1906年(明治39年)3月8日艦籍に編入し「満州」と命名[7]、通報艦に類別[2]。「満州丸」は第二艦隊から除かれ、改めて「満州」として第二艦隊に編入された[23]。
  - 7月4日、満州は第二艦隊から除かれた[24]。
- 1912年(明治45年)1月9日第三艦隊に編入[25]、4月9日第三艦隊から除かれた[26]。
  - 1912年(大正元年)8月28日通報艦の類別が廃止されたため二等海防艦となる[3][8]。
- 1917年(大正6年)から1918年(大正7年) 第一次世界大戦によりシンガポール方面で輸送任務。
- 1931年(昭和6年)6月1日海防艦の等級が廃止され、海防艦となる[4][8]。
- 1932年(昭和7年)4月1日除籍[8]、艦艇類別等級別表の海防艦の欄から削除[27]。
- 1933年(昭和8年)9月15日館山沖で魚雷の標的として撃沈処分[8]。

## 艦長
※脚注なき限り『日本海軍史』第9巻・第10巻の「将官履歴」及び『官報』に基づく。階級は就任時のもの。
- 西山保吉 中佐：1905年3月15日 - 6月14日
- 矢代由徳 大佐：不詳 - 1907年5月17日
- 大沢喜七郎 中佐：1907年5月17日 - 1908年2月20日
- 秀島七三郎 大佐：1908年2月20日 - 12月10日
- 松岡修蔵 中佐：1908年12月10日 - 1909年3月4日
- (兼)中島市太郎 大佐：1909年3月4日 - 7月30日
- 小黒秀夫 中佐：1909年7月30日 - 10月11日
- 川浪安勝 中佐：1909年10月11日 - 1911年4月1日
- 向井弥一 大佐：1911年5月23日 - 12月1日
- 奥田貞吉 大佐：1911年12月1日 - 1912年8月13日
- 堀輝房 大佐：1912年8月13日 - 12月1日
- 平田得三郎 大佐：1912年12月1日 - 1913年2月19日
- 三輪修三 大佐：1913年4月1日 - 5月24日
- 石川長恒 中佐：1913年5月24日 -
- 島内桓太 大佐：1914年12月1日 - 1915年2月1日
- 糸川成太郎 中佐：1915年2月1日[28] - 1916年5月23日
- 新納司 大佐：1916年5月23日 - 12月1日
- 関田駒吉 大佐：1916年12月1日 - 1917年12月1日
- 井手元治 大佐：1917年12月1日 - 1918年11月10日
- 江口金馬 中佐：1918年11月10日 - 1919年11月3日
- 坂元貞二 中佐：1919年11月3日 - 1920年1月30日
- 松坂茂 大佐：1920年2月13日[29] - 8月12日[30]
- 三村俊夫 中佐：1920年8月12日[30] - 1921年11月20日[31]
- (心得)辻友輔 中佐：1921年11月20日[31] - 不詳
- 辻友輔 大佐：不詳 - 1922年12月1日[32]
- 大谷四郎 中佐：1922年12月1日 - 1923年12月1日
- 広瀬豊 大佐:1923年12月1日[33] - 1924年10月25日[34]
- 重松良一 中佐：1924年10月25日[34] - 1926年12月1日[35]
- 佐藤英夫 大佐：1926年12月1日[35] - 1928年3月15日[36]
- 竹原九一郎 中佐：1928年3月15日[36] - 12月10日
- 神田嘉穂 大佐：1928年12月10日[37] - 1929年9月30日[38]
- 難波常三郎 大佐：1929年9月30日[38] - 1930年12月16日